# Michail Tomskij
Michail Pavlovitj Tomskij (ryska: Михаил Павлович Томский), född 19 oktober (31 oktober enligt nya stilen) 1880 i Kolpino vid Sankt Petersburg, död 22 augusti 1936 i Bolsjevo vid Moskva, var en sovjetisk fackföreningsfunktionär och kommunistisk politiker.

## Biografi
Tomskij gick 1904 med i bolsjevikfraktionen av Rysslands socialdemokratiska arbetareparti. År 1919 blev han invald i Rysslands kommunistiska partis centralkommitté. År 1922 blev han medlem av partiets mest inflytelserika organ, politbyrån. Han förblev politbyråmedlem till 1930. Mellan 1922 och 1929 var Tomskij ordförande i Allryska fackföreningarnas centralråd. Han tillhörde även den högsta ledningen av den Röda fackföreningsinternationalen, Profintern.
Tillsammans med Aleksej Rykov och Nikolaj Bucharin tillhörde Tomskij partiets högerflygel. Detta medförde att han under större delen av 1920-talet stod nära Stalins politiska linje. När denne 1929 bytte linje, blev Tomskij och hans allierade avsatta från sina positioner. Tomskij degraderades till ordförande för den Allryska föreningen för kemiindustri.
Tomskij begick självmord genom att skjuta sig i augusti 1936 för att undvika att fängslas av NKVD. År 1938 dömdes han, trots att han var död, som folkfiende. Under Gorbatjovs perestrojka blev Tomskij 1988 rehabiliterad.